# Championnat de la Barbade de football 2020
Navigation
Saison précédente Saison suivante
La saison 20120 du championnat de la Barbade de football est la cinquante-troisième édition de la Premier League, le championnat national à la Barbade.
La Barbados Defence Force remet son titre en jeu. Et après seulement un mois de compétition, la pandémie de Covid-19 qui touche le monde entier contraint à la suspension du championnat qui ne reprendra jamais, sans qu'aucune décision ne soit publiée sur l'édition en cours,.

## Les équipes participantes
Un total de douze équipes participent au championnat, neuf d'entre elles étant déjà présentes la saison précédente, auxquelles s'ajoutent trois promus de deuxième division que sont le Deacons FC, le Wotton FC et Silver Sands qui remplacent Youth Milan, la Barbados Soccer Academy et Porey Springs, relégués à l'issue de l'édition précédente.
| Équipe                 | Classement 2018-2019    | Stade                        | Ville              |
| ---------------------- | ----------------------- | ---------------------------- | ------------------ |
| Barbados Defence Force | Champion                | Wildey Turf                  | Bridgetown         |
| Weymouth Wales         | Finaliste               | Wildey Turf                  | Carrington Village |
| UWI Blackbirds         | Troisième               | Complexe sportif Usain Bolt  | Cave Hill          |
| Empire FC              | Quatrième               | Wildey Turf                  | Bank Hall          |
| Notre Dame SC          | 3e (Z1)                 | Stade national de la Barbade | Bayville           |
| Paradise FC            | 3e (Z2)                 |                              | Dover              |
| Brittons Hill FC       | 4e (Z1)                 | Barbados Valery Pasture      | Brittons Hill      |
| Ellerton               | 4e (Z2)                 |                              | Ellerton           |
| Saint Andrew Lions     | Barragiste              |                              | Belleplaine        |
| Deacons FC             | Promu de First Division |                              | Deacons            |
| Silver Sands           | Promu de First Division |                              | Deacons            |
| Wotton FC              | Promu de First Division |                              | Wotton             |

| \| Bridgetown : Brittons Hill FC Defence Force Deacons Empire Notre Dame Weymouth Wales Bridgetown Paradise Ellerton Silver Sands Saint Andrew UWI Blackbirds Wotton \| Localisation des équipes engagées. |
| Bridgetown : Brittons Hill FC Defence Force Deacons Empire Notre Dame Weymouth Wales Bridgetown Paradise Ellerton Silver Sands Saint Andrew UWI Blackbirds Wotton                                          |

| Bridgetown : Brittons Hill FC Defence Force Deacons Empire Notre Dame Weymouth Wales Bridgetown Paradise Ellerton Silver Sands Saint Andrew UWI Blackbirds Wotton |

## Compétition
Le barème de points servant à établir le classement se décompose ainsi :
- Victoire : 3 points
- Match nul : 1 point
- Défaite : 0 point

### Classement
Voici le classement au moment de la suspension du championnat, finalement abandonné.
| \| Rang \| Équipe \| Pts \| J \| G \| N \| P \| Bp \| Bc \| Diff \| \| ---- \| ------------------------ \| --- \| - \| - \| - \| - \| -- \| -- \| ---- \| \| 1 \| Weymouth Wales \| 16 \| 7 \| 5 \| 1 \| 1 \| 16 \| 4 \| +12 \| \| 2 \| Barbados Defence Force T \| 15 \| 7 \| 4 \| 3 \| 0 \| 19 \| 8 \| +11 \| \| 3 \| Paradise FC \| 11 \| 7 \| 3 \| 2 \| 2 \| 13 \| 8 \| +5 \| \| 4 \| Notre Dame SC \| 11 \| 7 \| 3 \| 2 \| 2 \| 12 \| 13 \| -1 \| \| 5 \| Empire FC \| 10 \| 7 \| 3 \| 1 \| 3 \| 13 \| 10 \| +3 \| \| 6 \| Deacons FC P \| 10 \| 7 \| 3 \| 1 \| 3 \| 10 \| 11 \| -1 \| \| 7 \| Wotton FC P \| 9 \| 7 \| 3 \| 0 \| 4 \| 9 \| 12 \| -3 \| \| 8 \| UWI Blackbirds \| 7 \| 7 \| 1 \| 4 \| 2 \| 12 \| 13 \| -1 \| \| 9 \| Ellerton FC \| 7 \| 7 \| 1 \| 4 \| 2 \| 10 \| 12 \| -2 \| \| 10 \| Saint Andrew Lions \| 7 \| 7 \| 1 \| 4 \| 2 \| 10 \| 13 \| -3 \| \| 11 \| Silver Sands P \| 6 \| 7 \| 2 \| 0 \| 5 \| 7 \| 19 \| -12 \| \| 12 \| Brittons Hill FC \| 5 \| 7 \| 1 \| 2 \| 4 \| 3 \| 11 \| -8 \| | T : Tenant du titre P : Promu de First Division |     |   |   |   |   |    |    |      |
| Rang | Équipe                                          | Pts | J | G | N | P | Bp | Bc | Diff |
| 1 | Weymouth Wales                                  | 16  | 7 | 5 | 1 | 1 | 16 | 4  | +12  |
| 2 | Barbados Defence Force T                        | 15  | 7 | 4 | 3 | 0 | 19 | 8  | +11  |
| 3 | Paradise FC                                     | 11  | 7 | 3 | 2 | 2 | 13 | 8  | +5   |
| 4 | Notre Dame SC                                   | 11  | 7 | 3 | 2 | 2 | 12 | 13 | -1   |
| 5 | Empire FC                                       | 10  | 7 | 3 | 1 | 3 | 13 | 10 | +3   |
| 6 | Deacons FC P                                    | 10  | 7 | 3 | 1 | 3 | 10 | 11 | -1   |
| 7 | Wotton FC P                                     | 9   | 7 | 3 | 0 | 4 | 9  | 12 | -3   |
| 8 | UWI Blackbirds                                  | 7   | 7 | 1 | 4 | 2 | 12 | 13 | -1   |
| 9 | Ellerton FC                                     | 7   | 7 | 1 | 4 | 2 | 10 | 12 | -2   |
| 10 | Saint Andrew Lions                              | 7   | 7 | 1 | 4 | 2 | 10 | 13 | -3   |
| 11 | Silver Sands P                                  | 6   | 7 | 2 | 0 | 5 | 7  | 19 | -12  |
| 12 | Brittons Hill FC                                | 5   | 7 | 1 | 2 | 4 | 3  | 11 | -8   |

## Bilan de la saison
| Championnat de la Barbade de football 2020 |                   |
| Champion                                   | Titre non décerné |
| Qualifications continentales               |                   |
| Caribbean Club Shield 2021                 | Aucun inscrit     |
| Promotions et relégations                  |                   |
| Promus en Premier League                   | Pas de promotion  |
| Relégués en First Division                 | Pas de relégation |